# Out of the Park Baseball
Out of the Park Baseball, abgekürzt OOTP, ist ein textbasiertes Sport-Management-Computerspiel zum Thema Baseball und stammt vom deutschen Indie-Spielentwickler Out of the Park Developments.

## Entwicklung
Die erste Version wurde im Mai 1999 von Chef-Entwickler Markus Heinsohn und der Hilfe des US-amerikanischen Sportjournalisten Sean Lahman veröffentlicht. Dabei erhielt die erste Version viel Aufmerksamkeit durch diverse Online-Spiele-Seiten. Der eigentliche Durchbruch gelang mit der Veröffentlichung von OOTP 3 im Jahr 2001.
2002 tat sich Heinsohn mit anderen Indie-Spielentwicklern zusammen und gründete .400 Software Studios um den Nachfolger OOTP 5 zu veröffentlichen. Mitte 2003 trennte sich Heinsohn und einige andere Entwickler von .400 Software Studios, um an der OOTP-Reihe weiterzuarbeiten.
2005 ging Sports Interactive, Entwickler von Football Manager und NHL Eastside Hockey Manager, eine Kooperation mit Out of the Park Developments ein, Heinsohn verblieb in der Rolle des Chef-Entwicklers. Mit dem am 31. Mai 2006 erschienenen Out of the Park Baseball 2006 wurde die gesamte Programmierung überarbeitet und neue Features hinzugefügt was jedoch bei vielen auf gemischte Kritik stieß.
Mit Out of the Park Baseball 2007, welches am 23. März 2007 veröffentlicht wurde, erhielt das Spiel eine weitaus positivere Kritik als die Vorgängerversionen.
Out of the Park Baseball 2007 wurde von Metacritic als das am zweitbesten beurteilte Computerspiel mit einem Rating von 96 von 100 Punkten bewertet, damit schaffte es den Sprung direkt hinter den Klassiker Half-Life 2.
Ende 2007 trennte sich Out of the Park Developments einvernehmlich von Sports Interactive und agiert seitdem als unabhängiger Entwickler und Publisher von Out of the Park Baseball.
Am 24. April 2014 wurde Out of the Park Baseball 15 auf Steam veröffentlicht, nachdem es bereits am 18. April 2014 auf der Webseite von OOTP Developments erhältlich war.
Am 22. März 2016 erschien OOTP 17 und brachte neben neuen 3D-Animationen auch einen Spielmodus der historischen Minor League, volle MLBPA Spielerlizenzen und weitere Features in das Spiel.

## Gameplay
OOTP ist in erster Linie eine Text-basierte Managementsimulation, die vorwiegend auf aufwendige 3D-Grafiken und Umgebungen verzichtet.
Hauptaufgabe ist es eine Baseballmannschaft aufzustellen, Verträge auszuhandeln sowie Personal und Finanzen zu organisieren. Zudem bietet das Spiel eine direkte Beteiligung des Spielers an Spieltagen, indem er als Trainer aktiv in die Mannschaftstaktik und Spielzüge eingreifen kann.
Das Spiel bietet neben einem klassischen Karrieremodus mit sämtlichen lizenzierten Teams der MLB auch einen historischen Spielmodus, einen fiktiven Ligamodus sowie Onlineligen an.

## Prominente (US)-Spieler
Zu den prominentesten Spielern von OOTP gehören neben dem ehemaligen Pitcher Curt Schilling auch der Pitcher der Houston Astros Pat Neshek, der Wrestler Steve Corino und der Besitzer der Boston Red Sox John W. Henry.